# Liste des plus grands cadrans d'horloge
Cet article recense les plus grands cadrans d'horloges.

## Liste
La liste se limite aux cadrans d'horloge mesurant plus de 5 m de diamètre.
|    | Horloge/Édifice                                                     | Ville          | Pays            | Diamètre | Notes | Illus. |
| -- | ------------------------------------------------------------------- | -------------- | --------------- | -------- | --- | ------ |
| 1  | Abraj Al Bait Towers                                                | La Mecque      | Arabie saoudite | 43       | Horloge bâtie sur un hôtel de 601 m de haut |        |
| 2  | Cevahir Mall (en)                                                   | Istanbul       | Turquie         | 36       | Horloge construite en 2005 sur le toit transparent du centre commercial ; chiffres de 3 m de haut |        |
| 3  | Central do Brasil                                                   | Rio de Janeiro | Brésil          | 20       | Quatre cadrans au sommet d'une tour de 135 m de la gare ferroviaire, construite en 1943 |        |
| 4  | Duquesne Brewery Clock (en)                                         | Pittsburgh     | États-Unis      | 18       | Horloge octogonale construite en 1933 ; aiguilles en aluminium de 8,5 m et 6,4 m de long |        |
| 5  | Horloge Colgate                                                     | Jersey City    | États-Unis      | 15,2     | Horloge construite en 1924 pour remplacer l'ancienne Colgate Clock, déplacée dans l'Indiana |        |
| 6  | Horloge fleurie                                                     | Téhéran        | Iran            | 15       | Horloge fleurie, pesant 750 kg et installée le 7 juin 2005. |        |
| 7  | Grozny-City Towers (en)                                             | Grozny         | Russie          | 13,6     | Deux cadrans construits en 2011 à 140 m de hauteur sur les faces nord et sud de la plus haute tour du complexe ; les aiguilles mesurent 7,30 m et 5,55 m                                                                 |        |
| 8  | Rockwell Automation Headquarters and Allen-Bradley Clock Tower (en) | Milwaukee      | États-Unis      | 12,25    | Quatre cadrans sur une tour de 86 m, démarrés le 31 octobre 1962 ; les aiguilles des heures mesurent 4,8 m de long et pèsent 220 kg, celles des minutes 6,1 m de long et 240 kg ; les chiffres des heures mesurent 1,2 m |        |
| 9  | Horloge Colgate                                                     | Clarksville    | États-Unis      | 12       | Horloge construite en 1906 dans le New Jersey pour le centenaire de la compagnie Colgate ; déplacée dans l'Indiana en 1924                                                                                               |        |
| 10 | Floral clock                                                        | Frankfort      | États-Unis      | 10       | Aiguilles de 6,1 m et 4,6 m de long ; composée de 10 000 fleurs individuelles |        |
| 11 | Gare de Cergy-Saint-Christophe                                      | Cergy          | France          | 10       | À l'entrée de la gare, aux extrémités du passage de l'Horloge |        |
| 12 | Gare d'Aarau                                                        | Aarau          | Suisse          | 9        | Reprend le design des horloges de gare de Suisse |        |
| 13 | Église Saint-Pierre                                                 | Zurich         | Suisse          | 8,7      | Construite en 1534 ; plus grand cadran d'horloge d'église au monde |        |
| 14 | Raketa Monumental du Detsky Mir                                     | Moscou         | Russie          | 8        | Horloge située l'atrium du Detsky Mir a Moscou, sur la place de la Loubyanka ; c'est le plus grand mécanisme horloger au monde qui fait 13 mètres de haut et 8 de large.                                                 |        |
| 15 | MGU Université de Moscou                                            | Moscou         | Russie          | 8        | Horloge située sur le principal bâtiment de l'université ; comprend également un baromètre et un thermomètre de la même taille.                                                                                          |        |
| 16 | Metropolitan Life Tower                                             | New York       | États-Unis      | 8        | Quatre cadrans sur les faces d'une tour de 213 m de haut construite en 1909 ; les aiguilles des heures pèsent 350 kg, celles des minutes 500 kg                                                                          |        |
| 17 | Philadelphia City Hall                                              | Philadelphie   | États-Unis      | 7,9      | Quatre cadrans sur la partie métallique d'une tour de 167 m de haut construite en 1901 |        |
| 18 | Royal Liver Building                                                | Liverpool      | Royaume-Uni     | 7,6      | Quatre cadrans sur deux tours de 90 m de haut construites en 1991, trois sur la tour près du fleuve, une sur l'autre tour                                                                                                |        |
| 19 | Emerson Bromo-Seltzer Tower (en)                                    | Baltimore      | États-Unis      | 7,3      | Quatre cadrans sur une tour de 88 m de haut construite en 1911 |        |
| 20 | Shell Mex House                                                     | Londres        | Royaume-Uni     | 7,02     | |        |
| 21 | Minneapolis City Hall                                               | Minneapolis    | États-Unis      | 7,0      | Quatre cadrans sur une tour de 105 m de haut ; carillon aux heures, demi-heures et quarts d'heures |        |
| 22 | Big Ben                                                             | Londres        | Royaume-Uni     | 6,9      | Quatre cadrans sur une tour de 96 m de haut construite en 1859 |        |
| 23 | Custom House Tower                                                  | Boston         | États-Unis      | 6,7      | Quatre cadrans sur une tour de 151 m de haut construite en 1915 |        |
| 24 | Palais de la culture et de la science                               | Varsovie       | Pologne         | 6,2      | Quatre cadrans sur une tour de 237 m de haut |        |
| 25 | Horloge du Kremlin (en)                                             | Moscou         | Russie          | 6,12     | Quatre cadrans sur la tour Spasskaïa (en) du Kremlin de Moscou ; la première horloge est installée au XVIe siècle, le mécanisme actuel date de 1851                                                                      |        |
| 26 | Ancien hôtel de ville                                               | Toronto        | Canada          | 6        | Quatre cadrans sur une tour de 104 m de haut ; le carillon est déclenché pour la première fois à minuit, le 1er janvier 1900                                                                                             |        |
| 27 | Wrigley Building                                                    | Chicago        | États-Unis      | 5,97     | Quatre cadrans aux 25e et 26e étage d'une tour de 104 m de haut ; les aiguilles des heures mesurent 1,93 m, celles des minutes 2,79 m                                                                                    |        |
| 28 | Horloge fleurie de Genève                                           | Genève         | Suisse          | 5,00     | créée en 1955, modernisée en 2002 |        |